# Jakabvölgye
Jakabvölgye (1899-ig Jakusócz, szlovákul: Jakušovce) község Szlovákiában, az Eperjesi kerület Sztropkói járásában.

## Fekvése
Sztropkótól 14 km-re délkeletre, az Olyka-patak és az Ondava között, egy kis patak partján fekszik.

## Története
A falut a német jog alapján alapították a 15. században. 1454-ben a sztropkói uradalom részeként „Jakoswagasa” alakban említik először. A 16. században ruszinokat telepítettek ide. A kis falvak közé számított. A 16. századtól a Dessewffy család tulajdonában állt. 1715-ben 6 lakatlan és mindössze egy lakott háza volt. 1787-ben 14 házában 95 lakos élt.
A 18. század végén Vályi András így ír róla: „JAKUSÓCZ. Orosz falu Zemplén Várm. földes Ura Dessőfy Uraság, lakosai ó hitűek, fekszik Porubához 1, Rohozsnyikhoz pedig 1 1/2 órányira, határja két nyomásbéli, rozsot, és zabot terem, földgye hegyes, kősziklás, erdője van, piatza Sztropkón.”
A 19. században a Keglevich család birtokolta. 1828-ban 20 háza volt 154 lakossal, akik erdei munkákból és fuvarozásból éltek.
Fényes Elek 1851-ben kiadott geográfiai szótárában így ír a faluról: „Jakucócz, orosz falu, Zemplén vmegyében, 150 g. kath., 4 zsidó lak., 256 h. szántófölddel. F. u. Dessewffy. Ut. p. N. Mihály.”
Borovszky Samu monográfiasorozatának Zemplén vármegyét tárgyaló része szerint: „Jakabvölgye, azelőtt Jakusócz. Ruthén kisközség. Mindössze 14 háza és 89 gör. kath. vallású lakosa van. Postája és távírója Sztropkó, vasúti állomása Homonna. A sztropkói uradalomhoz tartozott s ennek sorsában osztozott, mígnem azután a Dessewffy, majd a gróf Keglevich család birtokába került. Most idegen kézen van. Görög katholikus temploma 1790-ben épült.”
1920 előtt Zemplén vármegye Sztropkói járásához tartozott.
A második világháború idéjén területén élénk partizántevékenység folyt. 1947-ben lakóinak egy része a Szovjetunióba vándorolt ki. Az itt maradtak egy része Sztropkó üzemeiben dolgozott.

## Népessége
| Év:            | 1994. | 2004.   | 2014.    | 2024.    |
| -------------- | ----- | ------- | -------- | -------- |
| Emberek száma: | 52    | 53      | 46       | 29       |
| Eltérés:       |       | +1,92 % | -13,20 % | -36,95 % |

| Év:            | 2023. | 2024.    |
| -------------- | ----- | -------- |
| Emberek száma: | 35    | 29       |
| Eltérés:       |       | -17,14 % |

1910-ben 83, túlnyomórészt ruszin lakosa volt.
2001-ben 58 lakosából 44 szlovák és 14 ruszin volt.
2011-ben 47 lakosából 25 szlovák és 19 ruszin.

## Nevezetességei
Görögkatolikus temploma 1790-ben épült, 1910-ben megújították.